# Eotitanosuchus
Eotitanosuchus es un género extinto de sinápsidos biarmosuquios pertenecientes a la familia Eotitanosuchidae. Está representado por la especie Eotitanosuchus olsoni descubierta en la población de Ochyor en Krai de Perm, Rusia, depositado en un canal de arenisca por una inundación junto con Biarmosuchus tener, Estemmenosuchus uralensis y  Estemmenosuchus mirabilis.
La especie existió hace 255 millones de años. Tenía un gran tamaño; sin embargo el cráneo tenía 35 cm, y correspondía a un espécimen joven y se estima que el cráneo de un adulto podría medir hasta un metro de longitud.
Biarmosuchusr era un carnívoro primitivo y se piensa que era un depredador, aunque la fenestra temporal detrás del ojo era pequeña, lo que le daba una mordida débil. La sien era, sin embargo, más grande en la parte superior que en los biamorsúquidos.